# 1970年イタリアグランプリ
1970年イタリアグランプリ (1970 Italian Grand Prix) は、1970年のF1世界選手権第10戦として、1970年9月6日にモンツァ・サーキットで開催された。
レース前日の9月5日に行われた練習走行でヨッヘン・リントが事故死してしまい、レースは台無しになった。リントは死後にチャンピオンを獲得した唯一のF1ドライバーとなった。レースは68周で行われ、フェラーリのクレイ・レガツォーニが3番手スタートから初優勝を挙げた。ティレルからマーチを駆るジャッキー・スチュワートが2位、マトラのジャン＝ピエール・ベルトワーズが3位となった。

## 背景
ドライバーズランキング首位のヨッヘン・リントは45点で、2位のジャック・ブラバムに20点の差を付けていた。本レースでリントが優勝し、ブラバムが5位以下に終われば、リントが初のチャンピオンとなる。

## エントリー
モンツァに各チームが集まった時の話題は、前戦オーストリアGPの翌週にオウルトン・パークで開催されたインターナショナル・ゴールドカップでデビューしたばかりのティレル・001のパフォーマンスであった。ティレルはこの年、マーチのシャシーを使用していたが、その一方で極秘裏に自製マシンを制作していた。この件は噂すらも外部に漏れていなかったため、夏に001を公表した時は誰もが驚きを隠せなかった。ティレルはジャッキー・スチュワートのために新車001と、従来のマーチ・701をモンツァに持ち込んだ。
フェラーリは1-2フィニッシュを果たした前戦オーストリアGP同様、ジャッキー・イクス、クレイ・レガツォーニ、イグナツィオ・ギュンティの3台体制でホームグランプリに臨む。ロータスは4台の72Cを用意し、ワークスのヨッヘン・リント、ジョン・マイルズ、エマーソン・フィッティパルディと、ロブ・ウォーカーのグラハム・ヒルが使用する。マクラーレンはアルファロメオエンジン搭載車を2台用意した。新しいM14Dはアンドレア・デ・アダミッチが、古いM7Dは新人ナンニ・ギャリがそれぞれ使用する。ベテランのヨアキム・ボニエは、自身のマクラーレン・M7CでF1活動を再開した。BRMはオーブリー・ウッズが設計したV12エンジンの新スペックを投入し、ジョージ・イートンのみが使用する。マリオ・アンドレッティはアメリカのレースに集中するため、この年の残りのレースは欠場する。

### エントリーリスト
| チーム                                              | No. | ドライバー                     | コンストラクター | シャシー | エンジン                         | タイヤ |
| --------------------------------------------------- | --- | ------------------------------ | ---------------- | -------- | -------------------------------- | ------ |
| スクーデリア・フェラーリ SpA SEFAC                  | 2   | ジャッキー・イクス             | フェラーリ       | 312B     | フェラーリ 001 3.0L F12          | F      |
| スクーデリア・フェラーリ SpA SEFAC                  | 4   | クレイ・レガツォーニ           | フェラーリ       | 312B     | フェラーリ 001 3.0L F12          | F      |
| スクーデリア・フェラーリ SpA SEFAC                  | 6   | イグナツィオ・ギュンティ       | フェラーリ       | 312B     | フェラーリ 001 3.0L F12          | F      |
| ヤードレー・チーム・BRM                             | 8   | ジャッキー・オリバー           | BRM              | P153     | BRM P142 3.0L V12                | D      |
| ヤードレー・チーム・BRM                             | 10  | ペドロ・ロドリゲス             | BRM              | P153     | BRM P142 3.0L V12                | D      |
| ヤードレー・チーム・BRM                             | 12  | ジョージ・イートン             | BRM              | P153     | BRM P142 3.0L V12                | D      |
| チーム・サーティース                                | 14  | ジョン・サーティース           | サーティース     | TS7      | フォード・コスワース DFV 3.0L V8 | F      |
| ティレル・レーシング・オーガニゼーション            | 18  | ジャッキー・スチュワート 1     | マーチ           | 701      | フォード・コスワース DFV 3.0L V8 | D      |
| ティレル・レーシング・オーガニゼーション            | 20  | フランソワ・セベール           | マーチ           | 701      | フォード・コスワース DFV 3.0L V8 | D      |
| ゴールドリーフ・チーム・ロータス                    | 22  | ヨッヘン・リント               | ロータス         | 72C      | フォード・コスワース DFV 3.0L V8 | F      |
| ゴールドリーフ・チーム・ロータス                    | 24  | ジョン・マイルズ               | ロータス         | 72C      | フォード・コスワース DFV 3.0L V8 | F      |
| ゴールドリーフ・チーム・ロータス                    | 26  | エマーソン・フィッティパルディ | ロータス         | 72C      | フォード・コスワース DFV 3.0L V8 | F      |
| ブルックボンド・オクソ・レーシング/ロブ・ウォーカー | 28  | グラハム・ヒル                 | ロータス         | 72C      | フォード・コスワース DFV 3.0L V8 | F      |
| ブルース・マクラーレン・モーターレーシング          | 30  | デニス・ハルム                 | マクラーレン     | M14A     | フォード・コスワース DFV 3.0L V8 | G      |
| ブルース・マクラーレン・モーターレーシング          | 32  | ピーター・ゲシン               | マクラーレン     | M14A     | フォード・コスワース DFV 3.0L V8 | G      |
| ブルース・マクラーレン・モーターレーシング          | 34  | アンドレア・デ・アダミッチ     | マクラーレン     | M14D     | アルファロメオ T33 3.0L V8       | G      |
| ブルース・マクラーレン・モーターレーシング          | 36  | ナンニ・ギャリ                 | マクラーレン     | M7D      | アルファロメオ T33 3.0L V8       | G      |
| エキュリー・ボニエ                                  | 38  | ヨアキム・ボニエ               | マクラーレン     | M7C      | フォード・コスワース DFV 3.0L V8 | G      |
| エキップ・マトラ・エルフ                            | 40  | ジャン＝ピエール・ベルトワーズ | マトラ           | MS120    | マトラ MS12 3.0L V12             | G      |
| エキップ・マトラ・エルフ                            | 42  | アンリ・ペスカロロ             | マトラ           | MS120    | マトラ MS12 3.0L V12             | G      |
| モーターレーシング・ディベロップメンツ・リミテッド  | 44  | ジャック・ブラバム             | ブラバム         | BT33     | フォード・コスワース DFV 3.0L V8 | G      |
| アウト・モトール・ウント・シュポルト                | 46  | ロルフ・シュトメレン           | ブラバム         | BT33     | フォード・コスワース DFV 3.0L V8 | G      |
| マーチ・エンジニアリング                            | 48  | クリス・エイモン               | マーチ           | 701      | フォード・コスワース DFV 3.0L V8 | F      |
| マーチ・エンジニアリング                            | 50  | ジョー・シフェール             | マーチ           | 701      | フォード・コスワース DFV 3.0L V8 | F      |
| コーリン・クラッベ・レーシング                      | 52  | ロニー・ピーターソン           | マーチ           | 701      | フォード・コスワース DFV 3.0L V8 | G      |
| フランク・ウィリアムズ・レーシングカーズ            | 54  | ティム・シェンケン             | デ・トマソ       | 505      | フォード・コスワース DFV 3.0L V8 | D      |
| シルビオ・モーザー・レーシングチーム                | 56  | シルビオ・モーザー             | ベラシ           | F1 70    | フォード・コスワース DFV 3.0L V8 | G      |
| ソース:                                             |     |                                |                  |          |                                  |        |

追記
- ^1 - スチュワートは練習走行のみ、ティレル・001-フォード・コスワース DFVを使用した[5]

## 練習走行・予選
ロータス、ブラバム、マーチ、マクラーレンなどのDFVエンジン勢はフェラーリ、BRM、マトラの12気筒勢のパワーに対抗するため、リアウィングを外して最高速度を上げようとした。ロータスはさらにフロントウィングも外したが、カーブで大きくスライドし、ストレートでも不安定であった。
ジャッキー・スチュワートは金曜日の練習走行でティレル・001を走らせたが機械的なトラブルに苦しみ、以後はマーチ・701のみを走らせた。その練習走行中に初めてロータス・72Cを走らせたエマーソン・フィッティパルディが最終コーナーのパラボリカでコースアウトし、土手にクラッシュした。フィッティパルディは幸いにも木の間をすり抜け、激突は免れた。同日の予選初日は、ジャッキー・イクスが暫定トップタイムを出した。
土曜日の練習走行で悲劇が起きた。ヨッヘン・リントが前日のフィッティパルディ同様、パラボリカへのブレーキングでコースを飛び出して壁にクラッシュした。マシンは両足が露出するほどまでに破損した。リントは救出されたが、病院に搬送される途中で亡くなった。当時はシートベルトの装着が義務付けられたばかりで、コックピットで前方へ滑り込んだ際に喉を切られたと考えられている（ヨッヘン・リント#事故の原因も参照）。パラボリカは、1961年の決勝でもヴォルフガング・フォン・トリップスが事故死した場所でもある。リントの事故はF1界を騒然とさせた。リントはブルース・マクラーレンとピアス・カレッジに続く、この年事故死した3人目の現役F1ドライバーとなってしまった。ロータス勢とグラハム・ヒルは以後のセッションの参加を見合わせた。
同日の予選2日目でイクスのタイムを上回る者はなく、イクスがポールポジションを獲得した。ペドロ・ロドリゲスが2番手でイクスとともにフロントローを獲得した。2列目はクレイ・レガツォーニとスチュワート、3列目はイグナツィオ・ギュンティとジャッキー・オリバーが占め、上位6台のうちスチュワートを除く5台が12気筒勢であった。そのうち3台をフェラーリ勢が占め、リントがいなくなった中、フェラーリの優位性が証明されることになった。

### 予選結果
| 順位    | No. | ドライバー                     | コンストラクター            | タイム  | 差    | グリッド |
| ------- | --- | ------------------------------ | --------------------------- | ------- | ----- | -------- |
| 1       | 2   | ジャッキー・イクス             | フェラーリ                  | 1:24.14 | -     | 1        |
| 2       | 10  | ペドロ・ロドリゲス             | BRM                         | 1:24.36 | +0.22 | 2        |
| 3       | 4   | クレイ・レガツォーニ           | フェラーリ                  | 1:24.39 | +0.25 | 3        |
| 4       | 18  | ジャッキー・スチュワート       | マーチ-フォード             | 1:24.73 | +0.59 | 4        |
| 5       | 6   | イグナツィオ・ギュンティ       | フェラーリ                  | 1:24.74 | +0.60 | 5        |
| 6       | 8   | ジャッキー・オリバー           | BRM                         | 1:24.77 | +0.63 | 6        |
| 7       | 50  | ジョー・シフェール             | マーチ-フォード             | 1:25.09 | +0.95 | 7        |
| 8       | 44  | ジャック・ブラバム             | ブラバム-フォード           | 1:25.39 | +1.25 | 8        |
| 9       | 30  | デニス・ハルム                 | マクラーレン-フォード       | 1:25.47 | +1.33 | 9        |
| 10      | 14  | ジョン・サーティース           | サーティース-フォード       | 1:25.56 | +1.42 | 10       |
| 11      | 20  | フランソワ・セベール           | マーチ-フォード             | 1:25.56 | +1.42 | 11       |
| 12      | 22  | ヨッヘン・リント               | ロータス-フォード           | 1:25.71 | +1.57 | DNS 1    |
| 13      | 34  | アンドレア・デ・アダミッチ     | マクラーレン-アルファロメオ | 1:25.91 | +1.77 | 12       |
| 14      | 52  | ロニー・ピーターソン           | マーチ-フォード             | 1:25.93 | +1.79 | 13       |
| 15      | 40  | ジャン＝ピエール・ベルトワーズ | マトラ                      | 1:26.01 | +1.87 | 14       |
| 16      | 42  | アンリ・ペスカロロ             | マトラ                      | 1:26.04 | +1.90 | 15       |
| 17      | 32  | ピーター・ゲシン               | マクラーレン-フォード       | 1:26.19 | +2.05 | 16       |
| 18      | 28  | グラハム・ヒル                 | ロータス-フォード           | 1:26.38 | +2.24 | WD 2     |
| 19      | 24  | ジョン・マイルズ               | ロータス-フォード           | 1:26.51 | +2.37 | WD 2     |
| 20      | 46  | ロルフ・シュトメレン           | ブラバム-フォード           | 1:26.60 | +2.46 | 17       |
| 21      | 48  | クリス・エイモン               | マーチ-フォード             | 1:26.67 | +2.53 | 18       |
| 22      | 54  | ティム・シェンケン             | デ・トマソ-フォード         | 1:26.67 | +2.53 | 19       |
| 23      | 12  | ジョージ・イートン             | BRM                         | 1:27.15 | +3.01 | 20       |
| 24      | 38  | ヨアキム・ボニエ               | マクラーレン-フォード       | 1:28.07 | +3.93 | DNQ      |
| 25      | 26  | エマーソン・フィッティパルディ | ロータス-フォード           | 1:28.39 | +4.25 | WD 2     |
| 26      | 36  | ナンニ・ギャリ                 | マクラーレン-アルファロメオ | 1:28.59 | +4.45 | DNQ      |
| 27      | 56  | シルビオ・モーザー             | ベラシ-フォード             | 1:28.61 | +4.47 | DNQ      |
| ソース: |     |                                |                             |         |       |          |

追記
- 決勝進出台数は20台に制限
- ^1 - リントは練習走行中のアクシデントにより死亡[5][8]
- ^2 - ロータス勢とヒルはリントの事故後撤退[4]

## 決勝
スタートでジャッキー・イクスがリードしたが、4周目にペドロ・ロドリゲスとジャッキー・スチュワートに追い抜かれた。この3人にクレイ・レガツォーニも首位争いに加わり、10周目に首位に立った。ロドリゲスはエンジンブローでリタイアしたが、チームメイトのジャッキー・オリバーが先頭集団に加わってスリップストリーム合戦を繰り広げ、順位は周回ごとに変化していった。イクスは26周目にクラッチの故障でリタイアした。デニス・ハルムも先頭集団に加わった後、オリバーも37周目にエンジントラブルでリタイアした。
その後、ジャン＝ピエール・ベルトワーズとロルフ・シュトメレンも先頭集団に加わるが、レガツォーニは先頭集団から抜け出して6秒にも満たない差でスチュワートを下し、F1デビューからわずか5戦目、しかもフェラーリの地元モンツァで初優勝を挙げた。フェラーリがモンツァで勝ったのは1966年のルドビコ・スカルフィオッティ以来4年ぶりで、モンツァは興奮の坩堝と化した。レガツォーニはこの大殊勲によってチーム内での地位を不動のものとし、イグナツィオ・ギュンティとの争奪戦となっていた翌年のレギュラーシートを勝ち取ることになった。レガツォーニがフィニッシュした直後、2位スチュワート、3位ベルトワーズ、4位ハルム、5位シュトメレンが相次いでフィニッシュした。フランソワ・セベールは6位に入賞し、初ポイントを獲得した。
ドライバーズチャンピオン争いは、亡くなったヨッヘン・リントが45点で、25点のジャック・ブラバムとスチュワート、23点のハルム、21点のレガツォーニ、19点のイクスに依然大きな差を付けている。リントのチャンピオン決定は、2位以下のドライバーの結果次第となった。コンストラクターズチャンピオン争いは、首位のロータスが2位のマーチに11点差であるが、イギリスのチームはブラバムとマクラーレンの間に割って入ったフェラーリの復活に警戒心を持った。
リントの葬式は9月11日にグラーツで行われ、地元オーストリアの政治家やモータースポーツ関係者を含め、約1万人が参列した。

### レース結果
| 順位    | No. | ドライバー                     | コンストラクター            | 周回数 | タイム/リタイア原因 | グリッド | ポイント |
| ------- | --- | ------------------------------ | --------------------------- | ------ | ------------------- | -------- | -------- |
| 1       | 4   | クレイ・レガツォーニ           | フェラーリ                  | 68     | 1:39:07.1           | 3        | 9        |
| 2       | 18  | ジャッキー・スチュワート       | マーチ-フォード             | 68     | +5.73               | 4        | 6        |
| 3       | 40  | ジャン＝ピエール・ベルトワーズ | マトラ                      | 68     | +5.80               | 14       | 4        |
| 4       | 30  | デニス・ハルム                 | マクラーレン-フォード       | 68     | +6.15               | 9        | 3        |
| 5       | 46  | ロルフ・シュトメレン           | ブラバム-フォード           | 68     | +6.41               | 17       | 2        |
| 6       | 20  | フランソワ・セベール           | マーチ-フォード             | 68     | +1:03.46            | 11       | 1        |
| 7       | 48  | クリス・エイモン               | マーチ-フォード             | 67     | +1 Lap              | 18       |          |
| 8       | 34  | アンドレア・デ・アダミッチ     | マクラーレン-アルファロメオ | 61     | +7 Laps             | 12       |          |
| NC      | 32  | ピーター・ゲシン               | マクラーレン-フォード       | 60     | 規定周回数不足      | 16       |          |
| Ret     | 8   | ジャッキー・オリバー           | BRM                         | 36     | エンジン            | 6        |          |
| Ret     | 52  | ロニー・ピーターソン           | マーチ-フォード             | 35     | エンジン            | 13       |          |
| Ret     | 44  | ジャック・ブラバム             | ブラバム-フォード           | 31     | アクシデント        | 8        |          |
| Ret     | 2   | ジャッキー・イクス             | フェラーリ                  | 25     | クラッチ            | 1        |          |
| Ret     | 12  | ジョージ・イートン             | BRM                         | 21     | オーバーヒート      | 20       |          |
| Ret     | 54  | ティム・シェンケン             | デ・トマソ-フォード         | 17     | エンジン            | 19       |          |
| Ret     | 6   | イグナツィオ・ギュンティ       | フェラーリ                  | 14     | 燃料システム        | 5        |          |
| Ret     | 42  | アンリ・ペスカロロ             | マトラ                      | 14     | エンジン            | 15       |          |
| Ret     | 10  | ペドロ・ロドリゲス             | BRM                         | 12     | エンジン            | 2        |          |
| Ret     | 50  | ジョー・シフェール             | マーチ-フォード             | 3      | エンジン            | 7        |          |
| Ret     | 14  | ジョン・サーティース           | サーティース-フォード       | 0      | 電気系統            | 10       |          |
| WD      | 28  | グラハム・ヒル                 | ロータス-フォード           |        | リントの事故後撤退  |          |          |
| WD      | 24  | ジョン・マイルズ               | ロータス-フォード           |        | リントの事故後撤退  |          |          |
| DNS     | 22  | ヨッヘン・リント               | ロータス-フォード           |        | 予選で事故死        |          |          |
| DNQ     | 38  | ヨアキム・ボニエ               | マクラーレン-フォード       |        | 予選不通過          |          |          |
| WD      | 26  | エマーソン・フィッティパルディ | ロータス-フォード           |        | リントの事故後撤退  |          |          |
| DNQ     | 36  | ナンニ・ギャリ                 | マクラーレン-アルファロメオ |        | 予選不通過          |          |          |
| DNQ     | 56  | シルビオ・モーザー             | ベラシ-フォード             |        | 予選不通過          |          |          |
| ソース: |     |                                |                             |        |                     |          |          |

優勝者クレイ・レガツォーニの平均速度
236.696 km/h (147.076 mph)
ファステストラップ
- クレイ・レガツォーニ - 1:25.2（65周目）

ラップリーダー
太字は最多ラップリーダー
- ジャッキー・イクス - 5周 (Lap 1-3, 19-20)
- ペドロ・ロドリゲス - 3周 (Lap 4, 7-8)
- ジャッキー・スチュワート - 17周 (Lap 5-6, 9, 11, 14-17, 26-27, 31, 35, 37, 42-43, 51, 53)
- クレイ・レガツォーニ - 33周 (Lap 10, 12, 32-34, 36, 38-41, 44-50, 52, 54-68)
- ジャッキー・オリバー - 9周 (Lap 13, 18, 21-25, 28, 30)
- デニス・ハルム - 1周 (Lap 29)

## 第10戦終了時点のランキング
|         | 順位 | ドライバー               | ポイント |
| ------- | ---- | ------------------------ | -------- |
|         | 1    | ヨッヘン・リント         | 45       |
| 3       | 2    | ジャッキー・スチュワート | 25       |
| 1       | 3    | ジャック・ブラバム       | 25       |
| 1       | 4    | デニス・ハルム           | 23       |
| 3       | 5    | クレイ・レガツォーニ     | 21       |
| ソース: |      |                          |          |

|         | 順位 | コンストラクター      | ポイント |
| ------- | ---- | --------------------- | -------- |
|         | 1    | ロータス-フォード     | 50       |
|         | 2    | マーチ-フォード       | 39       |
|         | 3    | ブラバム-フォード     | 35       |
| 1       | 4    | フェラーリ            | 34       |
| 1       | 5    | マクラーレン-フォード | 30       |
| ソース: |      |                       |          |

- 注: トップ5のみ表示。前半7戦のうちベスト6戦及び後半6戦のうちベスト5戦がカウントされる。